# 이정 (당 숙종)
이정(李侹, ? ~ 784년)은 중국 당나라의 황족으로, 당 숙종의 7번째 아들이다.
지덕 2재(757년) 12월, 경왕(涇王)에 봉해졌다. 당 덕종 흥원 원년(784년) 5월 3일에 사망하였다.